# Пруна
Пруна (на испански: Pruna) е населено място и община в Испания. Намира се в провинция Севиля, в състава на автономната област Андалусия. Общината влиза в състава на района (комарка) Сиера Сур де Севиля. Заема площ от 100 km². Населението му е 2892 души (по данни към 1 януари 2017 г.). Разстоянието до административния център на провинцията е 106 km.

## Демография
| 1996 | 1998 | 1999 | 2000 | 2001 | 2002 | 2003 | 2004 | 2005 | 2007 | 2011 | 2017 |
| ---- | ---- | ---- | ---- | ---- | ---- | ---- | ---- | ---- | ---- | ---- | ---- |
| 3475 | 3354 | 3297 | 3264 | 3219 | 3145 | 3067 | 3057 | 3060 | 2950 | 2797 | 2671 |